# Gashi
Gashi (chiń. 伽师县; pinyin: Gāshī Xiàn; ujg. پەيزاۋات ناھىيىسى, Peyzivat Nahiyisi) – powiat w zachodnich Chinach, w regionie autonomicznym Sinciang, w prefekturze Kaszgar. W 2000 roku liczył 311 733 mieszkańców.